# 荘則棟
荘則棟（そうそくとう、ツァンヅートン、Zhuang Zedong、1940年8月7日 - 2013年2月10日）は、中国・江蘇省揚州市出身の元卓球選手。世界卓球選手権のシングルスで1961年から1965年まで3連覇を果たした。文化大革命の影響でその後2大会中国は参加できなかったが1971年の名古屋大会で国際大会に復帰、この時のアメリカ人選手との交流が米中関係改善のきっかけとなった。その後、国家体育運動委員会主任（スポーツ大臣）に就任したが四人組逮捕に伴い失脚し妻子にも去られた。4年間の投獄を経て山西省の卓球コーチとなり世界選手権で銅メダルを獲得した管建華を育て上げた。

## 経歴

### 生い立ち
6人兄弟の5人目として江蘇省揚州市に生まれたが、日中戦争が終わり一家は母親の出身である北京に移った。幼少の頃はやせており父親は彼に武術を習わせ、卓球は8歳か9歳頃に始めた。1956年に北京市の卓球大会ジュニアの部で優勝しナショナルチームのコーチの指導を受けるようになった。同年の世界選手権で活躍した荻村伊智朗、田中利明が出演した映画「日本の卓球」を見て多くの影響を受けた。世界チャンピオンになるために前陣で両ハンドで攻撃するスタイルを目指そうと決意、1958年に北京市のチャンピオン、1959年には中国国内大会で団体優勝、混合ダブルスで2位となったがこの時点では容国団、徐寅生らほど強くなくドルトムントで行われた世界選手権代表には選ばれなかった。

### 中国ナショナルチーム時代
1960年のナショナルチームのリーグ戦で容国団を3-0のストレートで破った。1961年の世界選手権北京大会の代表に容国団、徐寅生、李富栄、周蘭孫、張燮林とともに出場、団体決勝の日本戦ではトップで出場し星野展弥から勝利をあげ2-2となった5番で荻村を破り優勝に大きく貢献した。シングルスでも準々決勝で荻村を破り優勝した。その後1963年のプラハ大会、1965年のリュブリャナ大会と3大会連続で男子シングルスで優勝した。3大会連続で決勝で李富栄を破り優勝したが1965年の大会について李富栄が負けてくれたのではといった指摘がされた。後に彼は当時上層部から指示があり中国人同士の試合になったときは外国選手に手の内を見せないように言われていたことを明かした。
1967年2月4日に、台湾の右派系紙、天々日報が彼を含む全国卓球選抜チームの大部分の選手が賀竜副首相兼体育運動委員会主任と密接な関係があったことを理由として逮捕されたこと、中国がスウェーデン卓球協会に1967年の世界選手権に不参加を通告したのはそのためと報じた。
文化大革命により1967年、1969年と2大会連続で世界選手権には出場できず卓球選手にも強い批判がなされラケットを握ることもできず毎日のように反省文を書いて過ごした。容国団や彼のコーチは自殺に追い込まれた。
1970年に周恩来首相によって監禁生活から救い出された。当時日本卓球協会会長で愛知工業大学学長であった後藤鉀二の尽力もあり3大会ぶりに出場した1971年の名古屋大会では梁丈亮、李景光などの活躍で団体決勝で日本を5-2で破り優勝したがシングルスでは2回戦でカンボジア選手と対戦することになりロン・ノル政権の選手と対戦したら棄権するようにとの周恩来の指示に従い棄権した。
なおこの大会ではその後の米中関係に大きな影響を与えた出来事の当事者となった。会場に向かう際にアメリカ人卓球選手、グレン・コーワンがバスを乗り間違えて中国選手団のバスに乗りこんできた。当時中国選手にはアメリカの選手とだけは接触していけないという鉄の規律があり、外国人と接した場合にはスパイ扱いされる時代であったためチームメートから反対されたにもかかわらず参加前に周恩来総理から「友好第一、試合第二」という言葉を受けたことを思い出し「アメリカの選手と中国の人民は友だちです」と言って握手をして杭州製錦織（西湖の風景が描かれていた）をお土産として贈った。会場に到着したバスは報道陣に囲まれてこの出来事は大きく取り上げられた。この行為は2人のアスリートによる純粋で自発的なものだったが、中国はこれを外交的なカードとして利用することになった。アメリカ代表団の副団長からアメリカチームを中国に招待してほしいと申し出を彼は外交部に伝えたが時期尚早と判断され、周恩来もそれに同意したが毛沢東主席がアメリカチームを招待する最終決定を下し、アメリカ卓球チームの中国への招待が実現した。1971年4月10日、1949年に中国共産党による中国大陸制圧後初めて米国人が中国を公式訪問、その後の外交交渉の結果、1972年2月にはリチャード・ニクソンが中国を訪問した際に人民大会堂で開かれたパーティーでは周恩来から大統領に紹介された。ピンポン外交により中国とアメリカが国交を回復するまで中国と国交を持っていたのはわずか32カ国であったがその後1年の間に100カ国以上が中国と国交を結んだ。

### 現役引退後

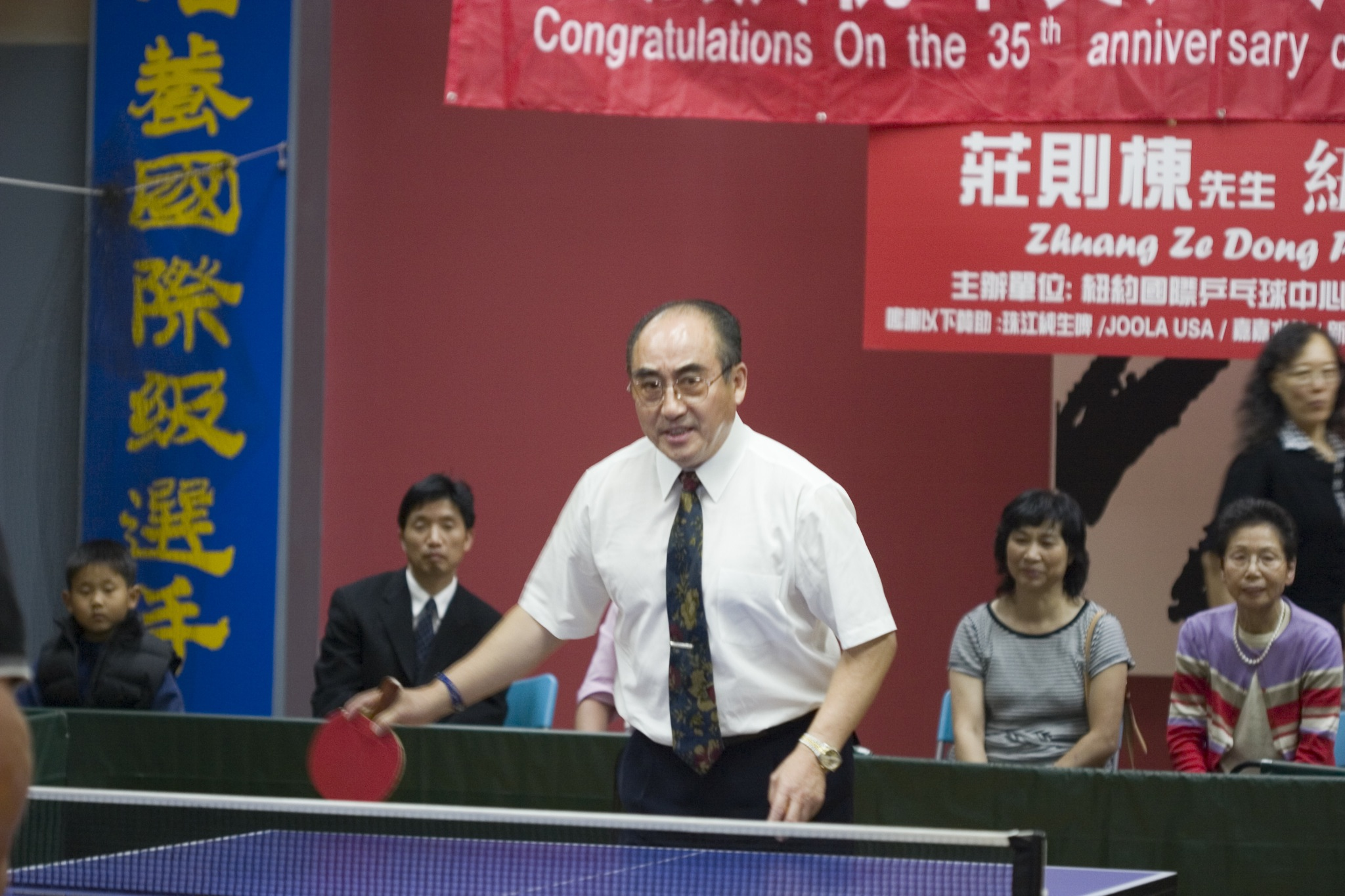
2007年9月19日撮影

その後ピンポン外交で西側諸国との国交回復の道筋を作ったことを評価されて1974年に33歳で国家体育運動委員会主任（スポーツ大臣）に就任したが1976年10月6日に江青ら四人組が逮捕された際、同年12月に四人組一派として壁新聞などで批判され失脚し、4年間投獄された。また彼の妻子も離れていった。
1977年10月25日、香港の極めて信頼できる筋が明らかにしたところによると、失脚後、北京市内の公園で清掃作業員として自己批判に努めていた彼が、ベルトを使って首つり自殺を図り、発見が早かったことから一命をとりとめた。
1980年10月から2年4ヶ月、山西省の卓球コーチとなり彼が指導したカット主戦型の管建華は中国代表入りを果たし、1987年の世界選手権ニューデリー大会の準決勝で何智麗（現小山ちれ）との同士討になり管建華に勝たせるという上層部の指令があったがそれを拒絶した何智麗に敗れて銅メダルを獲得した。
その後1983年に北京に帰還が許され1984年から北京の少年宮学校で卓球の指導を行った。1985年に1971年に来日した際に通訳だった日本人女性佐々木敦子と再会、北海公園で中秋の月を眺めるデートをし結婚を決意するが中国政府からなかなか許可がおりず知り合いだった元天津市長で中国共産党中央政治局常務委員会委員だった李瑞環への働きかけなどにより彼と胡耀邦党書記が鄧小平主席の許可を取り、1987年12月19日、2人は結婚した。
その後名誉を回復し1996年に発行した自叙伝、『鄧小平批准我們結婚』（鄧小平主席が私たちの結婚を同意し、推し進めてくれた）は60万部のベストセラーとなった。
2002年11月に女子世界チャンピオンになった邱鐘恵と北京荘則棟・邱鐘恵国際卓球クラブを設立したがこのとき、元アメリカ合衆国国務長官のヘンリー・キッシンジャーからも祝電を受け取った。
2013年2月10日、癌のため北京市の病院で死去。72歳没。現在、妻は彼を記念した卓球大会の荘則棟杯を有志と共に催している。

## エピソード
- 父親が仏教界で高い地位であったこともあり14歳のときにダライ・ラマ14世とパンチェン・ラマ10世に手かざしを受けた[1]。
- 日本人選手で負けた相手はわずか4人で木村興治、高橋浩、小中健、河野満。左利きや両ハンド攻撃の選手は苦手にしていた[1]。1965年の世界選手権の団体で高橋に敗れ対戦成績は0勝3敗となったが、このときチームメートのアドバイスを受けて個人戦の準々決勝では長所対長所の試合ではなく短所対短所の試合に持ち込み勝利をあげた[2][6]。